# نامسیگویا
نامسیگویا شهری در شهرستان بورزانگا در استان بام در بورکینافاسوی شمالی است و جمعیت آن ۲۷۷۶ نفر است.